# Engure

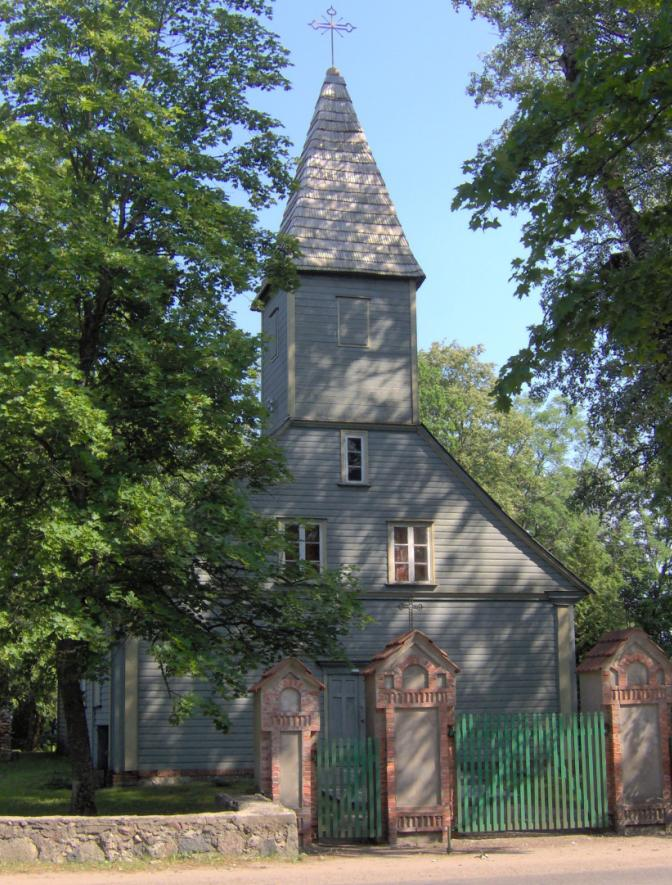
Kościół luterański w Engure

Engure (niem. Angern)– miejscowość na Łotwie, w północnej Kurlandii, w novadsie Tukums, ok. 80 km na północny zachód od Rygi, przy drodze łączącej Jurmałę z Kolką, nad Morzem Bałtyckim, siedziba pagastsu.  W 2005 roku liczyła 1737 mieszkańców, w 2015 roku liczyła 1456 mieszkańców.
Engure to miejscowość nadmorska o charakterze rybacko-turystycznym. Główną atrakcją turystyczną jest plaża i Morze Bałtyckie. W Engure znajduje się również drewniany kościół luterański z XVIII wieku, zabytkowy cmentarz oraz latarnia morska. W miejscowej szkole o profilu marynarskim została utworzona izba pamięci. W miejscowości znajduje się mały port rybacki i zakłady przetwórstwa rybnego.
Miejscowości parafii Engure:
- Bērzciems
- Apšuciems
- Plieņciems
- Ķesterciems
- Abragciems
- Klapkalnciems
- Ezermuiža